# Jaroslav Volak
Jaroslav Volak (Viena, 7 de julho de 1915 - ?) foi um handebolista de campo austríaco, medalhista olímpico.
Fez parte do elenco vice-campeão olímpico de handebol de campo nas Olimpíadas de Berlim de 1936, atuando em três partidas.